# Hilary Chełchowski

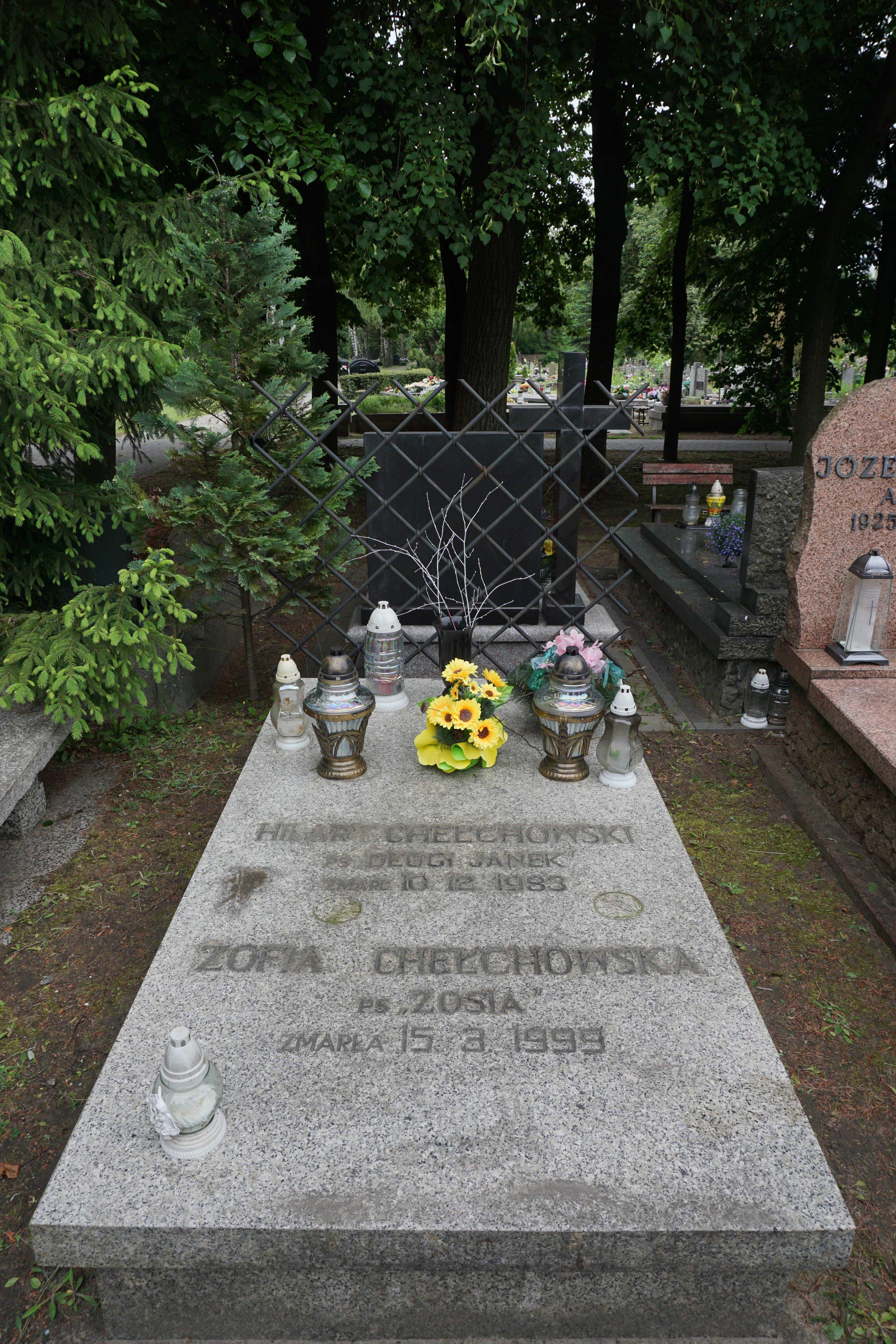
Grób Hilarego Chełchowskiego na cmentarzu komunalnym Północnym

Hilary Chełchowski (ur. 10 stycznia 1908 w Mosakach-Starej Wsi, zm. 10 grudnia 1983 w Warszawie) – polski cieśla i polityk komunistyczny. Wiceprezes Rady Ministrów (1950–1952), minister Państwowych Gospodarstw Rolnych (1951–1954) oraz członek Rady Państwa (1955–1957), poseł do Krajowej Rady Narodowej oraz na Sejm Ustawodawczy i Sejm PRL I kadencji.

## Życiorys
Urodzony w drobnoszlacheckiej rodzinie Feliksa, dziedzica części wsi Mosaki-Stara Wieś, i Marianny z Milewskich. W wieku dwóch lat osierocony przez ojca. Uzyskał wykształcenie podstawowe. Pracował w latach 30. jako robotnik w Warszawie, od 1932 członek Komunistycznej Partii Polski.
Podczas II wojny światowej w Gwardii Ludowej i Armii Ludowej, używał pseudonimu Długi Janek. Od 1942 członek Polskiej Partii Robotniczej, w 1943 był sekretarzem obwodu lubelskiego partii, potem (w tym samym roku) obwodu radomskiego. W latach 1943–1948 członek Komitetu Centralnego PPR, w latach 1944–1945 sekretarz obwodu radomsko-kieleckiego, w latach 1945–1948 kierownik Wydziału Rolnego KC, w latach 1945–1948 członek Sekretariatu KC, w 1948 zastępca członka Biura Politycznego KC PPR i członek Biura Organizacyjnego KC.
Od 1948 członek Polskiej Zjednoczonej Partii Robotniczej, nadal należał do kierownictwa partii i pełnił funkcje: członka Komitetu Centralnego (1948–1959), zastępcy członka Biura Politycznego KC (1948–1956), członka Biura Organizacyjnego KC (1948–1954), zastępcy członka KC (1959–1964), kierownika Wydziału Rolnego KC (1948–1950).
Zajmował także funkcje w administracji rządowej – w latach 1950–1952 wicepremier, w latach 1951–1954 minister Państwowych Gospodarstw Rolnych, w okresie 14.12.1954–18.12.1956 przewodniczący Prezydium Wojewódzkiej Rady Narodowej we Wrocławiu, w latach 1955–1957 członek Rady Państwa. 5 października 1956 na plenum Komitetu Wojewódzkiego PZPR (woj. wrocławskie) wygłosił referat, który stał się pretekstem do ataków ze strony prasy i organizacji młodzieżowych (Związku Młodzieży Polskiej), co spowodowało odsunięcie od ważnych funkcji państwowych i partyjnych. Objął stanowisko pełnomocnika rządu ds. rozlokowania i zatrudnienia w rolnictwie repatriantów powracających z ZSRR. Od 1960 na emeryturze.
W latach 1945–1956 poseł do Krajowej Rady Narodowej oraz na Sejm Ustawodawczy i Sejm PRL I kadencji, kierował parlamentarnymi komisjami ds. rolnictwa (1947–1948 – Komisja Rolna, 1948–1949 – Komisja Rolnictwa i Leśnictwa, 1949–1950 – Komisja Rolnictwa i Reform Rolnych).
Uważany za wpływową postać wśród „natolińczyków” podczas walki o władzę w kierownictwie PZPR w latach pięćdziesiątych. Aktywny członek powołanej przez Kazimierza Mijala nielegalnej Komunistycznej Partii Polski. 30 września 1974 zwrócił legitymację członkowską PZPR do podstawowej organizacji partyjnej Warszawa-Mokotów.
Mieszkał w Warszawie. Był żonaty z Zofią z Makowskich (1910–1999).
Zmarł w Warszawie. Pochowany na cmentarzu komunalnym Północnym na Wólce Węglowej (kwatera E-V-2-2-2).

## Ordery i odznaczenia
- Order Sztandaru Pracy I klasy[7]
- Order Krzyża Grunwaldu II klasy
- Krzyż Złoty Orderu Wojennego Virtuti Militari [8]
- Medal za Warszawę 1939–1945 (17 stycznia 1946)[9]
- Order Wolności I klasy (Albania, 1950)[10]
- Medal Zwycięstwa i Wolności 1945